# 誠信書房
誠信書房（せいしんしょぼう）は、東京都文京区に本部を置く日本の出版社。心理学・社会福祉・宗教などを中心とした人文・社会科学系の書籍を主に刊行している。

## 概要
- 設立：1955年1月に設立。
- 代表者：柴田敏樹
- 所在地：〒112-0012 東京都文京区大塚3-20-6